# Connaught Engineering
Connaught Engineering, tudi Connaught, je nekdanje britansko moštvo Formule 1, ki je v prvenstvu sodelovalo med sezonama 1952 in 1959. Moštvo je nastopilo na osemnajstih dirkah, na katerih so osvojili eno uvrstitev na stopničke in sedemnajst prvenstvenih točk. Prve točke za moštva sta osvojila Dennis Poore in Eric Thompson s četrtim oziroma petim mestom na Veliki nagradi Velike Britanije v sezoni 1952. V sezoni 1956 je Jack Fairman osvojil četrto mesto na Veliki nagradi Velike Britanije, Ron Flockhart in Fairman pa še tretje, kar so edine stopničke moštva, oziroma peto mesto na Veliki nagradi Italije. Zadnjo uvrstitev moštva v točke je s četrtim mestom na Veliki nagradi Monaka v sezoni 1957 dosegel Stuart Lewis-Evans.

## Popoln pregled rezultatov Svetovnega prvenstva Formule 1
(legenda)
| Leto | Šasija           | Motor                  | Dirkači               | Moštvo                      | 1   | 2   | 3   | 4   | 5   | 6    | 7   | 8   | 9   | 10  | 11  | Prv | Toč |
| ---- | ---------------- | ---------------------- | --------------------- | --------------------------- | --- | --- | --- | --- | --- | ---- | --- | --- | --- | --- | --- | --- | --- |
| 1952 |                  |                        |                       |                             | ŠVI | 500 | BEL | FRA | VB  | NEM  | NIZ | ITA |     |     |     | -*  | -*  |
| 1952 | Connaught Type A | Lea-Francis Straight-4 | Eric Thompson         | Connaught Engineering       |     |     |     |     | 5   |      |     |     |     |     |     | -*  | -*  |
| 1952 | Connaught Type A | Lea-Francis Straight-4 | Kenneth McAlpine      | Connaught Engineering       |     |     |     |     | 16  |      |     |     |     |     |     | -*  | -*  |
| 1952 | Connaught Type A | Lea-Francis Straight-4 | Ken Downing           | Connaught Engineering       |     |     |     |     | 9   |      | Ret |     |     |     |     | -*  | -*  |
| 1952 | Connaught Type A | Lea-Francis Straight-4 | Stirling Moss         | Connaught Engineering       |     |     |     |     |     |      |     | Ret |     |     |     | -*  | -*  |
| 1952 | Connaught Type A | Lea-Francis Straight-4 | Dennis Poore          | Connaught Engineering       |     |     |     |     | 4   |      |     |     |     |     |     | -*  | -*  |
| 1952 | Connaught Type A | Lea-Francis Straight-4 | Dennis Poore          | Connaught Racing Syndicate  |     |     |     |     |     |      |     | 12  |     |     |     | -*  | -*  |
| 1953 |                  |                        |                       |                             | ARG | 500 | NIZ | BEL | FRA | VB   | NEM | ŠVI | ITA |     |     | -*  | -*  |
| 1953 | Connaught Type A | Lea-Francis Straight-4 | Kenneth McAlpine      | Connaught Engineering       |     |     | Ret |     |     | Ret  | 13  |     | NC  |     |     | -*  | -*  |
| 1953 | Connaught Type A | Lea-Francis Straight-4 | Stirling Moss         | Connaught Engineering       |     |     | 9   |     |     |      |     |     |     |     |     | -*  | -*  |
| 1953 | Connaught Type A | Lea-Francis Straight-4 | Roy Salvadori         | Connaught Engineering       |     |     | Ret |     | Ret | Ret  | Ret |     | Ret |     |     | -*  | -*  |
| 1953 | Connaught Type A | Lea-Francis Straight-4 | Jack Fairman          | Connaught Engineering       |     |     |     |     |     |      |     |     | NC  |     |     | -*  | -*  |
| 1953 | Connaught Type A | Lea-Francis Straight-4 | Johnny Claes          | Ecurie Belge                |     |     | Ret |     | 12  |      | Ret |     | Ret |     |     | -*  | -*  |
| 1953 | Connaught Type A | Lea-Francis Straight-4 | André Pilette         | Ecurie Belge                |     |     |     | NC  |     |      |     |     |     |     |     | -*  | -*  |
| 1953 | Connaught Type A | Lea-Francis Straight-4 | Ian Stewart           | Ecurie Ecosse               |     |     |     |     |     | Ret  |     |     |     |     |     | -*  | -*  |
| 1953 | Connaught Type A | Lea-Francis Straight-4 | Tony Rolt             | Rob Walker Racing Team      |     |     |     |     |     | Ret  |     |     |     |     |     | -*  | -*  |
| 1954 |                  |                        |                       |                             | ARG | 500 | BEL | FRA | VB  | NEM  | ŠVI | ITA | ŠPA |     |     | -*  | -*  |
| 1954 | Connaught Type A | Lea-Francis Straight-4 | Leslie Marr           | Leslie Marr                 |     |     |     |     | 13  |      |     |     |     |     |     | -*  | -*  |
| 1954 | Connaught Type A | Lea-Francis Straight-4 | Bill Whitehouse       | Bill Whitehouse             |     |     |     |     | Ret |      |     |     |     |     |     | -*  | -*  |
| 1954 | Connaught Type A | Lea-Francis Straight-4 | Don Beauman           | Sir Jeremy Boles            |     |     |     |     | 11  |      |     |     |     |     |     | -*  | -*  |
| 1954 | Connaught Type A | Lea-Francis Straight-4 | Leslie Thorne         | Ecurie Ecosse               |     |     |     |     | 14  |      |     |     |     |     |     | -*  | -*  |
| 1954 | Connaught Type A | Lea-Francis Straight-4 | John Riseley-Prichard | Rob Walker Racing Team      |     |     |     |     | Ret |      |     |     |     |     |     | -*  | -*  |
| 1955 |                  |                        |                       |                             | ARG | MON | 500 | BEL | NIZ | VB   | ITA |     |     |     |     | -*  | -*  |
| 1955 | Connaught Type B | Alta Straight-4        | Kenneth McAlpine      | Connaught Engineering       |     |     |     |     |     | Ret  |     |     |     |     |     | -*  | -*  |
| 1955 | Connaught Type B | Alta Straight-4        | Jack Fairman          | Connaught Engineering       |     |     |     |     |     | DNS  |     |     |     |     |     | -*  | -*  |
| 1955 | Connaught Type B | Alta Straight-4        | Leslie Marr           | Leslie Marr                 |     |     |     |     |     | Ret  |     |     |     |     |     | -*  | -*  |
| 1955 | Connaught Type B | Alta Straight-4        | Tony Rolt             | Rob Walker Racing Team      |     |     |     |     |     | Ret± |     |     |     |     |     | -*  | -*  |
| 1955 | Connaught Type B | Alta Straight-4        | Peter Walker          | Rob Walker Racing Team      |     |     |     |     |     | Ret± |     |     |     |     |     | -*  | -*  |
| 1956 |                  |                        |                       |                             | ARG | MON | 500 | BEL | FRA | VB   | NEM | ITA |     |     |     | -*  | -*  |
| 1956 | Connaught Type B | Alta Straight-4        | Archie Scott Brown    | Connaught Engineering       |     |     |     |     |     | Ret  |     |     |     |     |     | -*  | -*  |
| 1956 | Connaught Type B | Alta Straight-4        | Desmond Titterington  | Connaught Engineering       |     |     |     |     |     | Ret  |     |     |     |     |     | -*  | -*  |
| 1956 | Connaught Type B | Alta Straight-4        | Jack Fairman          | Connaught Engineering       |     |     |     |     |     | 4    |     | 5   |     |     |     | -*  | -*  |
| 1956 | Connaught Type B | Alta Straight-4        | Ron Flockhart         | Connaught Engineering       |     |     |     |     |     |      |     | 3   |     |     |     | -*  | -*  |
| 1956 | Connaught Type B | Alta Straight-4        | Les Leston            | Connaught Engineering       |     |     |     |     |     |      |     | Ret |     |     |     | -*  | -*  |
| 1956 | Connaught Type B | Alta Straight-4        | Piero Scotti          | Piero Scotti                |     |     |     | Ret |     |      |     |     |     |     |     | -*  | -*  |
| 1957 |                  |                        |                       |                             | ARG | MON | 500 | FRA | VB  | NEM  | PES | ITA |     |     |     | -*  | -*  |
| 1957 | Connaught Type B | Alta Straight-4        | Stuart Lewis-Evans    | Connaught Engineering       |     | 4   |     |     |     |      |     |     |     |     |     | -*  | -*  |
| 1957 | Connaught Type B | Alta Straight-4        | Ivor Bueb             | Connaught Engineering       |     | Ret |     |     |     |      |     |     |     |     |     | -*  | -*  |
| 1958 |                  |                        |                       |                             | ARG | MON | NIZ | 500 | BEL | FRA  | VB  | NEM | POR | ITA | MAR | 7.  | 0   |
| 1958 | Connaught Type B | Alta Straight-4        | Ivor Bueb             | Bernie Ecclestone           |     |     |     |     |     |      | Ret |     |     |     |     | 7.  | 0   |
| 1958 | Connaught Type B | Alta Straight-4        | Bruce Kessler         | Bernie Ecclestone           |     | DNQ |     |     |     |      |     |     |     |     |     | 7.  | 0   |
| 1958 | Connaught Type B | Alta Straight-4        | Paul Emery            | Bernie Ecclestone           |     | DNQ |     |     |     |      | DNQ |     |     |     |     | 7.  | 0   |
| 1958 | Connaught Type B | Alta Straight-4        | Jack Fairman          | Bernie Ecclestone           |     |     |     |     |     |      | Ret |     |     |     |     | 7.  | 0   |
| 1959 |                  |                        |                       |                             | MON | 500 | NIZ | FRA | VB  | NEM  | POR | ITA | ZDA |     |     | 9.  | 0   |
| 1959 | Connaught Type C | Alta Straight-4        | Bob Said              | Connaught Cars / Paul Emery |     |     |     |     |     |      |     |     | Ret |     |     | 9.  | 0   |

*Do sezone 1958 ni bilo konstruktorksega prvenstva.

± = dva ali več dirkačev je dirkalo z istim dirkalnikom